# Törökország az 1956. évi nyári olimpiai játékokon
Törökország az ausztráliai Melbourne-ben és a svédországi Stockholmban megrendezett 1956. évi nyári olimpiai játékok egyik részt vevő nemzete volt. Az országot az olimpián 2 sportágban 19 sportoló képviselte, akik összesen 7 érmet szereztek.

## Érmesek
| Érem  | Versenyző          | Sportág  | Versenyszám         |
| ----- | ------------------ | -------- | ------------------- |
| Arany | Mithat Bayrak      | Birkózás | Kötöttfogás, 73 kg  |
| Arany | Mustafa Dağıstanlı | Birkózás | Szabadfogás, 57 kg  |
| Arany | Hamit Kaplan       | Birkózás | Szabadfogás, +87 kg |
| Ezüst | Rıza Doğan         | Birkózás | Kötöttfogás, 67 kg  |
| Ezüst | İbrahim Zengin     | Birkózás | Szabadfogás, 73 kg  |
| Bronz | Dursan Ali Eğribaş | Birkózás | Kötöttfogás, 52 kg  |
| Bronz | Hüseyin Akbaş      | Birkózás | Szabadfogás, 52 kg  |

## Birkózás
Kötöttfogású
| Versenyző          | Versenyszám | 1. forduló                         | 1. forduló | 1. forduló | 2. forduló                           | 2. forduló | 2. forduló | 3. forduló                          | 3. forduló | 3. forduló | 4. forduló                     | 4. forduló | 4. forduló | 5. forduló                   | 5. forduló | 5. forduló | 6. forduló                  | 6. forduló | 6. forduló | 7. forduló                   | 7. forduló | 7. forduló | Döntő                          | Döntő   | Döntő   | Helyezés    |
| Versenyző          | Versenyszám | Ellenfél Eredmény                  | Pont       | Hely.      | Ellenfél Eredmény                    | Pont       | Hely.      | Ellenfél Eredmény                   | Pont       | Hely.      | Ellenfél Eredmény              | Pont       | Hely.      | Ellenfél Eredmény            | Pont       | Hely.      | Ellenfél Eredmény           | Pont       | Hely.      | Ellenfél Eredmény            | Pont       | Hely.      | Ellenfél Eredmény              | Pont    | Hely.   | Helyezés    |
| ------------------ | ----------- | ---------------------------------- | ---------- | ---------- | ------------------------------------ | ---------- | ---------- | ----------------------------------- | ---------- | ---------- | ------------------------------ | ---------- | ---------- | ---------------------------- | ---------- | ---------- | --------------------------- | ---------- | ---------- | ---------------------------- | ---------- | ---------- | ------------------------------ | ------- | ------- | ----------- |
| Dursan Ali Eğribaş | 52 kg       | Ignazio Fabra (ITA) · 1-2          | 2          | =7.        | Monty Hakansson (AUS) · kétvállas    | 2          | =2.        | John Wilson (USA) · kétvállas       | 2          | 2.         | Nyikolaj Szolovjov (URS) · 3-0 | 3          | 1.         |                              |            |            |                             |            |            |                              |            |            | kiesett                        | kiesett | kiesett |             |
| Yaşar Yılmaz       | 57 kg       | Omer Vercouteren (BEL) · 3-0       | 1          | =3.        | Konsztantyin Virupajev (URS) · 0-3   | 4          | =9.        | Edvin Vesterby (SWE) · visszalépett | 4          | 9.         | kiesett                        | kiesett    | kiesett    | kiesett                      | kiesett    | kiesett    |                             |            |            |                              |            |            | kiesett                        | kiesett | kiesett | helyezetlen |
| Müzahir Sille      | 62 kg       | Roman Dzeneladze (URS) · kétvállas | 0          | =1.        | Norman Ickeringill (AUS) · kétvállas | 0          | 1.         | Gunnar Håkansson (SWE) · 0-3        | 3          | =2.        | Polyák Imre (HUN) · kétvállas  | 6          | 4.         | kiesett                      | kiesett    | kiesett    |                             |            |            |                              |            |            | kiesett                        | kiesett | kiesett | 4.          |
| Rıza Doğan         | 67 kg       | Juan Rolón (ARG) · 3-0             | 1          | =3.        | Bartl Brötzner (AUT) · 1-2           | 3          | 5.         | Dumitru Gheorghe (ROU) · 3-0        | 4          | 3.         | erőnyerő                       | 4          | 3.         | Dimitar Stoyanov (BUL) · 2-1 | 5          | 3.         | Kyösti Lehtonen (FIN) · 1-2 | 7          | 3.         | Tóth Gyula (HUN) · kétvállas | 7          | 3.         | erőnyerő                       | 7       | 2.      |             |
| Mithat Bayrak      | 73 kg       | Szilvásy Miklós (HUN) · 2-1        | 1          | =4.        | Mitko Petkov (BUL) · kétvállas       | 1          | =2.        | Jay Holt (USA) · 3-0                | 2          | =2.        | Per Berlin (SWE) · 3-0         | 3          | =2.        | erőnyerő                     | 3          | =1.        |                             |            |            |                              |            |            | Vlagyimir Manyejev (URS) · 3-0 | 4       | 1.      |             |
| İsmet Atlı         | 79 kg       | Hans Sterr (EUA) · kétvállas       | 3          | =7.        | Gurics György (HUN) · 0-3            | 6          | =8.        | kiesett                             | kiesett    | kiesett    | kiesett                        | kiesett    | kiesett    |                              |            |            |                             |            |            |                              |            |            | kiesett                        | kiesett | kiesett | helyezetlen |
| Adil Atan          | 87 kg       | Kovács Gyula (HUN) · 2-1           | 1          | =2.        | Petko Szirakov (BUL) · 1-2           | 3          | =3.        | visszalépett                        | 3          | 8.         | kiesett                        | kiesett    | kiesett    |                              |            |            |                             |            |            |                              |            |            | kiesett                        | kiesett | kiesett | helyezetlen |
| Hamit Kaplan       | +87 kg      | Adelmo Bulgarelli (ITA) · 3-0      | 1          | =2.        | Andóniosz Jeorgúlisz (GRE) · 3-0     | 2          | =2.        | Taisto Kangasniemi (FIN) · 2-1      | 3          | =1.        | Wilfried Dietrich (EUA) · 0-3  | 6          | 4.         | kiesett                      | kiesett    | kiesett    |                             |            |            |                              |            |            | kiesett                        | kiesett | kiesett | 4.          |

Szabadfogású
| Versenyző          | Versenyszám | 1. forduló                        | 1. forduló | 1. forduló | 2. forduló                       | 2. forduló | 2. forduló | 3. forduló                      | 3. forduló | 3. forduló | 4. forduló                         | 4. forduló | 4. forduló | 5. forduló                             | 5. forduló | 5. forduló | 6. forduló        | 6. forduló | 6. forduló | Döntő                               | Döntő   | Döntő   | Helyezés    |
| Versenyző          | Versenyszám | Ellenfél Eredmény                 | Pont       | Hely.      | Ellenfél Eredmény                | Pont       | Hely.      | Ellenfél Eredmény               | Pont       | Hely.      | Ellenfél Eredmény                  | Pont       | Hely.      | Ellenfél Eredmény                      | Pont       | Hely.      | Ellenfél Eredmény | Pont       | Hely.      | Ellenfél Eredmény                   | Pont    | Hely.   | Helyezés    |
| ------------------ | ----------- | --------------------------------- | ---------- | ---------- | -------------------------------- | ---------- | ---------- | ------------------------------- | ---------- | ---------- | ---------------------------------- | ---------- | ---------- | -------------------------------------- | ---------- | ---------- | ----------------- | ---------- | ---------- | ----------------------------------- | ------- | ------- | ----------- |
| Hüseyin Akbaş      | 52 kg       | Luigi Chinazzo (ITA) · 3-0        | 1          | =5.        | André Zoete (FRA) · kétvállas    | 1          | =1.        | Abdul Aziz (PAK) · kétvállas    | 1          | 1.         | Mirian Calkalamanidze (URS) · 3-0  | 2          | 1.         | Mohammad Ali Khojastehpour (IRI) · 0-3 | 5          | =2.        |                   |            |            | kiesett                             | kiesett | kiesett |             |
| Mustafa Dağıstanlı | 57 kg       | Minoru Iizuka (JPN) · 3-0         | 1          | =2.        | Lee Allen (USA) · kétvállas      | 1          | =1.        | Fred Kämmerer (EUA) · 3-0       | 2          | 3.         | Mohamed Mehdi Yaghoubi (IRI) · 2-1 | 3          | =1.        |                                        |            |            |                   |            |            | Mihail Sahov (URS) · 3-0            | 4       | 1.      |             |
| Bayram Şit         | 62 kg       | John Elliott (AUS) · kétvállas    | 0          | =1.        | Muhammad Nazir (PAK) · 2-1       | 1          | =1.        | Szaszahara Sózó (JPN) · 0-3     | 4          | =6.        | Nászer Givehcsi (IRI) · 3-0        | 5          | =4.        | kiesett                                | kiesett    | kiesett    |                   |            |            | kiesett                             | kiesett | kiesett | 4.          |
| Adil Güngör        | 67 kg       | Georgi Zaychev (BUL) · 3-0        | 1          | =9.        | Lakhshmi Kant Pandey (IND) · 3-0 | 2          | =6.        | Garibaldo Nizzola (ITA) · 1-2   | 4          | =8.        | kiesett                            | kiesett    | kiesett    | kiesett                                | kiesett    | kiesett    |                   |            |            | kiesett                             | kiesett | kiesett | helyezetlen |
| İbrahim Zengin     | 73 kg       | Ernst Wandaller (AUT) · kétvállas | 0          | =1.        | Noel Granger (AUS) · kétvállas   | 0          | 1.         | Ernie Fischer (USA) · 3-0       | 1          | 1.         | Ikeda Micuo (JPN) · 0-3            | 4          | =2.        |                                        |            |            |                   |            |            | Vahtang Balavadze (URS) · kétvállas | 4       | 2.      |             |
| İsmet Atlı         | 79 kg       | erőnyerő                          | 0          | =1.        | Muhammad Faiz (PAK) · kétvállas  | 0          | =1.        | Abbas Zandi (IRI) · 3-0         | 1          | =1.        | Kazuo Katsuramoto (JPN) · 3-0      | 2          | 2.         | Georgij Szhirtladze (URS) · 1-2        | 4          | 4.         |                   |            |            | kiesett                             | kiesett | kiesett | 4.          |
| Adil Atan          | 87 kg       | Mitsuhiro Ohira (JPN) · kétvállas | 0          | =1.        | Borisz Kulajev (URS) · 1-2       | 2          | =3.        | Viking Palm (SWE) · 2-1         | 3          | =3.        | Peter Blair (USA) · 0-3            | 6          | =4.        | kiesett                                | kiesett    | kiesett    | kiesett           | kiesett    | kiesett    | kiesett                             | kiesett | kiesett | 5.          |
| Hamit Kaplan       | +87 kg      | William Kerslake (USA) · 2-1      | 1          | =2.        | Lila Ram (IND) · kétvállas       | 1          | =1.        | Hossein Nouri (IRI) · kétvállas | 1          | 1.         | erőnyerő                           | 1          | 1.         | Taisto Kangasniemi (FIN) · 3-0         | 2          | 1.         |                   |            |            | Huszein Mehmedov (BUL) · 3-0        | 3       | 1.      |             |

## Lovaglás
megjegyzés: A lovas versenyszámokat a svédországi Stockholmban rendezték meg a szigorú ausztrál állat-egészségügyi szabályok miatt.
Díjugratás
| Versenyző                           | Ló                       | Versenyszám | 1. forduló | 1. forduló | 2. forduló    | 2. forduló    | Összesen    | Összesen    |
| Versenyző                           | Ló                       | Versenyszám | Pont       | Hely.      | Pont          | Hely.         | Pont        | Helyezés    |
| ----------------------------------- | ------------------------ | ----------- | ---------- | ---------- | ------------- | ------------- | ----------- | ----------- |
| Bedri Böke                          | Domino                   | Egyéni      | 108,50     | =49.       | nem ért célba | nem ért célba | helyezetlen | helyezetlen |
| Alpaslan Günes                      | Esmer Altin              | Egyéni      | 33,25      | 39.        | 32,00         | =33.          | 65,25       | 38.         |
| Salih Koç                           | Basak                    | Egyéni      | 24,00      | =28.       | 29,25         | 32.           | 53,25       | 30.         |
| Bedri Böke Alpaslan Günes Salih Koç | Domino Esmer Altin Basak | Csapat      | 165,75     | 14.        | nem ért célba | nem ért célba | helyezetlen | helyezetlen |

Lovastusa
| Versenyző                               | Ló               | Versenyszám | Díjlovaglás | Díjlovaglás | Tereplovaglás | Tereplovaglás | Díjugratás    | Díjugratás    | Végeredmény | Végeredmény |
| Versenyző                               | Ló               | Versenyszám | Bünt.       | Hely.       | Bünt.         | Hely.         | Bünt.         | Hely.         | Bünt.       | Helyezés    |
| --------------------------------------- | ---------------- | ----------- | ----------- | ----------- | ------------- | ------------- | ------------- | ------------- | ----------- | ----------- |
| Nail Gönenli                            | Temel            | Egyéni      | -133,60     | 26.         | -136,57       | 25.           | nem ért célba | nem ért célba | kiesett     | kiesett     |
| Fethi Gürcan                            | Rih              | Egyéni      | -143,20     | 35.         | nem ért célba | nem ért célba | kiesett       | kiesett       | kiesett     | kiesett     |
| Kemal Özçelik                           | Eskimo           | Egyéni      | -166,80     | 52.         | -9,41         | 14.           | -10,00        | =2.           | -186,21     | 18.         |
| Nail Gönenli Fethi Gürcan Kemal Özçelik | Temel Rih Eskimo | Csapat      | -443,60     | 13.         | nem ért célba | nem ért célba | kiesett       | kiesett       | kiesett     | kiesett     |